# Без сорому
«Без сорому» (англ. Brazen) — американський фільм 2022 року, знятий Монікою Мітчелл для Netflix за сценарієм Сюзетт Кутюр і Дональда Мартіна на основі роману Нори Робертс. У головних ролях: Алісса Мілано, Сем Пейдж, Емілі Уллеруп. Прем’єра фільму відбулася 13 січня 2022 року.

## Сюжет
Відома детективна письменниця та експерт Грейс Маккейб повертається до Вашингтона, щоб знайти допомогу у своєї сестри, яка живе окремо від неї. Але коли її сестру вбивають і викривають її подвійне життя веб-кам моделі, Грейс починає власне розслідування, попри застереження суворого детектива Еда.

## Акторський склад
- Алісса Мілано — Грейс
- Сем Пейдж — Ред
- Емілі Уллеруп — Кетлін Міллер-Брізвуд
- Коллін Вілер — сенатор Бакстер
- Девід Льюїс — Джонатан Брізвуд
- Малахі Вір
- Лоссен Чемберс — Стейсі Вайт
- Метью Фінлан — Джеральд Бакстер
- Баррі Леві — Пол Морган
- Аарон Пол Стюарт — Біллі
- Вілл Верше-Гополсінг — студент
- Джек Армстронг — Річі
- Леслі Кван — криміналіст
- Майкл Адамс — священник